# Distrito electoral local 3 de Chihuahua
El Distrito electoral local 3 de Chihuahua es uno de los 22 distritos electorales en los que se encuentra dividido el territorio del estado de Chihuahua y uno de los 9 en los que se divide Ciudad Juárez. Su cabecera es Ciudad Juárez. 
Desde el proceso de redistritación de 2022 abarca la zona noroeste de Ciudad Juárez.

## Distritaciones anteriores

### Distritación de 1968
En ese entonces tuvo su cabecera en Cuauhtémoc, y abarcaba los municipios de Carichí, Cuauhtémoc, Cusihuiriachi, Dr. Belisario Domínguez, General Trías, Gran Morelos, Nonoava, San Francisco de Borja, Satevó y Riva Palacio.

### Distritación de 1989
En la distritación de 1989 este distrito continuó teniendo su cabecera en Cuauhtémoc abarcando los municipios de Cuauhtémoc, Cusihuiriachi, Dr. Belisario Domínguez, General Trías, Gran Morelos, Nonoava, San Francisco de Borja, Satevó y Riva Palacio.

### Distritación de 1995
Para 1995 el distrito pasó a abarcar la cuarta parte de la Ciudad de Chihuahua.

### Distritación de 1997
En 1997 pasó a tener su cabecera en Ciudad Juárez, abarcando la zona centro y norte de la ciudad.

### Distritación de 2012
Para 2013 el distrito continuó abarcando aproximadamente la misma zona de Ciudad Juárez que en la distritación anterior.

### Distritación de 2015
Entre 2015 y 2022, continuó en Ciudad Juárez, abarcando la parte noroeste de la ciudad hasta el final de la frontera con Texas.

## Diputados por el distrito
| Diputado                       | Grupo parlamentario | Legislatura | Periodo     | Cabecera distrital Según cada distritación |
| ------------------------------ | ------------------- | ----------- | ----------- | ------------------------------------------ |
| Carlos Enríquez Chávez         |                     | XLIX        | 1968 - 1971 | Cuauhtémoc                                 |
| Ignacio Romo Anguiano          |                     | L           | 1971 - 1974 | Cuauhtémoc                                 |
| Manuel Jáquez Olivas           |                     | LI          | 1974 - 1977 | Cuauhtémoc                                 |
| Ignacio Romo Anguiano          |                     | LII         | 1977 - 1980 | Cuauhtémoc                                 |
| Gilberto Núñez Miramontes      |                     | LIII        | 1980 - 1983 | Cuauhtémoc                                 |
| Jorge de Jesús Castillo        |                     | LIV         | 1983 - 1986 | Cuauhtémoc                                 |
| Efren Roberto Romo Chacón      |                     | LV          | 1986 - 1989 | Cuauhtémoc                                 |
| Israel Beltrán Montes          | 1989                | LV          |             | Cuauhtémoc                                 |
| Oscar Leos Mayagoitia          |                     | LVI         | 1989 - 1992 | Cuauhtémoc                                 |
| Bernardo Torres Moreno         |                     | LVII        | 1992 - 1995 | Cuauhtémoc                                 |
| Miguel Ángel González García   |                     | LVIII       | 1995 - 1998 | Chihuahua                                  |
| Héctor Armando Arreola Arreola |                     | LIX         | 1998 - 2001 | Ciudad Juárez                              |
| Pedro Martínez Chairez         |                     | LX          | 2001 - 2004 | Ciudad Juárez                              |
| Fidel Urrutia Terrazas         |                     | LXI         | 2004 - 2007 | Ciudad Juárez                              |
| Antonio Andreu Rodríguez       |                     | LXII        | 2007 - 2010 | Ciudad Juárez                              |
| Alejandro Pérez Cuéllar        |                     | LXIII       | 2010 - 2013 | Ciudad Juárez                              |
| Antonio Andreu Rodríguez       |                     | LXIV        | 2013 - 2015 | Ciudad Juárez                              |
| Juan Eleuterio Muñoz Rivera    | 2015 - 2016         | LXIV        |             | Ciudad Juárez                              |
| Rocío Sáenz Ramírez            |                     | LXV         | 2016 - 2018 | Ciudad Juárez                              |
| Martha Josefina Lemus Gurrola  |                     | LXVI        | 2018 - 2021 | Ciudad Juárez                              |
| Oscar Daniel Avitia Arellanes  |                     | LXVII       | 2021 -      | Ciudad Juárez                              |

## Resultados Electorales

### 2021
| Candidato                                 | Candidato                       | Candidato                       | Partido o coalición                  | Votos | Porcentaje |
| ----------------------------------------- | ------------------------------- | ------------------------------- | ------------------------------------ | ----- | ---------- |
| Rosa María Itzel Castillo Rivas           | Rosa María Itzel Castillo Rivas | Rosa María Itzel Castillo Rivas | Partido Acción Nacional              | —     | —          |
| Gloria Viviana Juárez Fierro              | Gloria Viviana Juárez Fierro    | Gloria Viviana Juárez Fierro    | Partido Revolucionario Institucional | —     | —          |
| María Esther García Castillo              | María Esther García Castillo    | María Esther García Castillo    | Partido de la Revolución Democrática | —     | —          |
| Samantha Magallanes Mora                  | Samantha Magallanes Mora        | Samantha Magallanes Mora        | Partido del Trabajo                  | —     | —          |
| José Manuel Silva Rodríguez               | José Manuel Silva Rodríguez     | José Manuel Silva Rodríguez     | Partido Verde Ecologista de México   | —     | —          |
| Yazmín González Moreno                    | Yazmín González Moreno          | Yazmín González Moreno          | Movimiento Ciudadano                 | —     | —          |
| Oscar Daniel Avitia Arellanes             | Oscar Daniel Avitia Arellanes   | Oscar Daniel Avitia Arellanes   | Movimiento Regeneración Nacional     | —     | —          |
| No registró candidato.                    | No registró candidato.          | No registró candidato.          | Nueva Alianza Chihuahua              | —     | —          |
| David Eduardo Pérez Rodulfo               | David Eduardo Pérez Rodulfo     | David Eduardo Pérez Rodulfo     | Partido Encuentro Solidario          | —     | —          |
| Martha Josefina Lemus Gurrola             | Martha Josefina Lemus Gurrola   | Martha Josefina Lemus Gurrola   | Fuerza por México                    | —     | —          |
| No registró candidato.                    | No registró candidato.          | No registró candidato.          | Redes Sociales Progresistas          | —     | —          |
| Candidatos no registrados                 | Candidatos no registrados       | Candidatos no registrados       | —                                    | —     | —          |
| Total de votos válidos                    | Total de votos válidos          | Total de votos válidos          | Total de votos válidos               |       | —          |
| Instituto Estatal Electoral de Chihuahua. |                                 |                                 |                                      |       |            |

### 2016
|  | 23.25 % |

|  | 32.50 % |

|  | 2.38 % |

|  | 3.79 % |

|  | 1.62 % |

|  | 6.84 % |

|  | 6.95 % |

|  | 9.12 % |

|  | 5.17 % |

|  | 0.62 % |

|  | 7.76 % |

|  | 100.00 % |

### 2013
|  | 41.72 % |

|  | 45.80 % |

|  | 3.69 % |

|  | 2.02 % |

|  | 2.86 % |

|  | 0.22 % |

|  | 3.69 % |

|  | 100.00 % |

### 2010
|  | 46.09 % |

|  | 37.38 % |

|  | 2.20 % |

|  | 1.25 % |

|  | 4.17 % |

|  | 1.22 % |

|  | 2.30 % |

|  | 0.20 % |

|  | 5.19 % |

|  | 100.00 % |

### 2007
|  | 43.87 % |

|  | 48.55 % |

|  | 2.67 % |

|  | 0.58 % |

|  | 2.21 % |

|  | 0.54 % |

|  | 0.03 % |

|  | 1.54 % |

|  | 100.00 % |

### 2004
|  | 51.72 % |

|  | 46.65 % |

|  | 0.03 % |

|  | 1.60 % |

|  | 100.00 % |

### 2001
|  | 53.60 % |

|  | 35.98 % |

|  | 4.25 % |

|  | 1.70 % |

|  | 0.94 % |

|  | 0.14 % |

|  | 0.01 % |

|  | 1.46 % |

|  | 100.00 % |

### 1998
|  | 46.56 % |

|  | 42.32 % |

|  | 6.74 % |

|  | 0.14 % |

|  | 0.38 % |

|  | 2.40 % |

|  | 0.01 % |

|  | 1.44 % |

|  | 100.00 % |

### 1995
|  | 38.53 % |

|  | 45.76 % |

|  | 3.97 % |

|  | 6.98 % |

|  | 0.00 % |

|  | 1.57 % |

|  | 0.02 % |

|  | 3.16 % |

|  | 100.00 % |

### 1992
|  | 47.78 % |

|  | 45.72 % |

|  | 0.62 % |

|  | 0.15 % |

|  | 0.53 % |

|  | 0.00 % |

|  | 1.76 % |

|  | 100.00 % |

### 1989
|  | 28.41 % |

|  | 64.93 % |

|  | 1.17 % |

|  | 0.11 % |

|  | 0.65 % |

|  | 2.14 % |

|  | 0.00 % |

|  | 2.59 % |

|  | 100.00 % |

### 1986
|  | 37.14 % |

|  | 60.43 % |

|  | 0.27 % |

|  | 0.08 % |

|  | 1.05 % |

|  | 0.19 % |

|  | 0.73 % |

|  | 0.06 % |

### 1983
|  | 13.84 % |

|  | 56.07 % |

|  | 1.56 % |

|  | 0.23 % |

|  | 1.07 % |

|  | 23.95 % |

|  | 0.01 % |

|  | 0.00 % |

|  | 3.28 % |

|  | 100.00 % |

### 1980
|  | 0.00 % |

|  | 92.24 % |

|  | 4.21 % |

|  | 0.00 % |

|  | 1.96 % |

|  | 1.38 % |

|  | 0.21 % |

|  | 0.00 % |

|  | 0.00 % |

|  | 100.00 % |